# Orca Mount
Der Orca Mount ist ein Berg auf der Adelaide-Insel westlich der Antarktischen Halbinsel. Auf der Wright-Halbinsel ragt er 1 km nördlich des Stork Ridge auf.
Das UK Antarctic Place-Names Committee benannte ihn 2003 so, da seine Form einer Rückenfinne des Schwertwals (Orcinus orca) gleicht.